# 吳廷舉
吳廷舉（1462年—1527年），字獻臣，號東湖，祖籍嘉魚，廣西梧州府蒼梧縣（今廣西壯族自治區梧州市）人，明朝政治人物，成化丁未进士。官至南京工部尚書。

## 生平
成化十六年（1480年）庚子科廣西鄉試第十七名舉人，成化二十三年（1487年）丁未科進士，授廣東順德縣知縣。在任期間阻擋中官亂政，下獄後釋放。
十年后，出爲四川成都府同知。改任直隸松江府同知。因尚書馬文升、劉大夏舉薦，升任廣東僉事。從總督潘蕃討平南海、清遠諸盜亂。正德初年，任副使，檢舉揭發總鎮中官潘忠二十罪。潘忠則誣陷其其他事情，被逮捕入詔獄。當時劉瑾矯詔，枷之十餘日，幾乎死去。戍守雁門關，隨後釋放。
因楊一清舉薦其才，升任江西右參政，在連河擊敗華林賊亂，先後跟從陳金平定姚源盜亂，再跟從俞諫擊退。當時胡浩三既然接受撫恤后又叛亂，吳廷舉前往諭令被逮捕。三個月后，勸胡浩三后被釋放。胡浩三果然殺其兄胡浩二，賊軍內亂。官軍趁勝追擊獲勝。但吳廷舉與副使李夢陽不協，上奏李夢陽侵官，因乞休未批准，坐停一年俸祿。起用為廣東右布政使，再次輔佐陳金平定府江賊亂。升任都察院右副都御史，賑災湖廣饑荒，再次出巡湖南定諸夷疆地。寧王朱宸濠有謀反之謀，其上疏陳江西軍政六事，設防備方略。
明世宗即位，召吳廷舉為工部右侍郎，隨即改兵部右侍郎。上疏詆毀陸完、王瓊、梁儲及少傅蔣冕，而自以為己昔居憲職無一言，乞罷黜以儆幸位。當時陸完已經得罪，王瓊、梁儲已經罷免，吳廷舉借以詆毀蔣冕，蔣冕遂求罷。明世宗則降吳廷舉為南京工部侍郎，而挽留蔣冕。嘉靖元年，吳廷舉乞休。改南京戶部右侍郎，遷右都御史，巡撫應天諸府。
嘉靖三年（1524年），因大禮議事定，吳廷舉揣測世宗心意而奏定稱本生考。給事中張原、劉祺因此交劾彈劾他，世宗沒有批報。再改南京工部尚書，吳廷舉辭不拜，稱疾乞休。嘉靖七年卒，享年六十六，總督姚鏌治其喪。隆慶年間，追諡清惠。

## 著作
有《西巡類稿》八卷， 第一本< 順德縣志 >（ 明代弘治三年刊行 )。

## 家族
曾祖吳源富；祖父吳貴宗；父吳英、母駱氏。永感下。

## 延伸阅读
[在维基数据编辑]
 《國朝獻徵錄·卷之五十二》，出自焦竑《國朝獻徵錄》
 《明史卷二百〇一》，出自《明史》